# Yuto Horigome (skateboarding)
Yuto Horigome (en japonés: 堀米雄斗, Horigome Yuto; Tokio, 7 de enero de 1999) es un deportista japonés que compite en skateboarding, en la modalidad de calle. Participó en los Juegos Olímpicos de Tokio 2020 y Juegos Olímpicos de París 2024 obteniendo la medalla de oro en la prueba individual en las dos ediciones.

## Palmarés internacional
| Juegos Olímpicos | Juegos Olímpicos | Juegos Olímpicos | Juegos Olímpicos |
| Año              | Lugar            | Medalla          | Prueba           |
| ---------------- | ---------------- | ---------------- | ---------------- |
| 2020             | Tokio ( Japón)   | Medalla de oro   | Calle            |
| 2024             | París Francia    | Medalla de oro   | Calle            |